# Кімчі

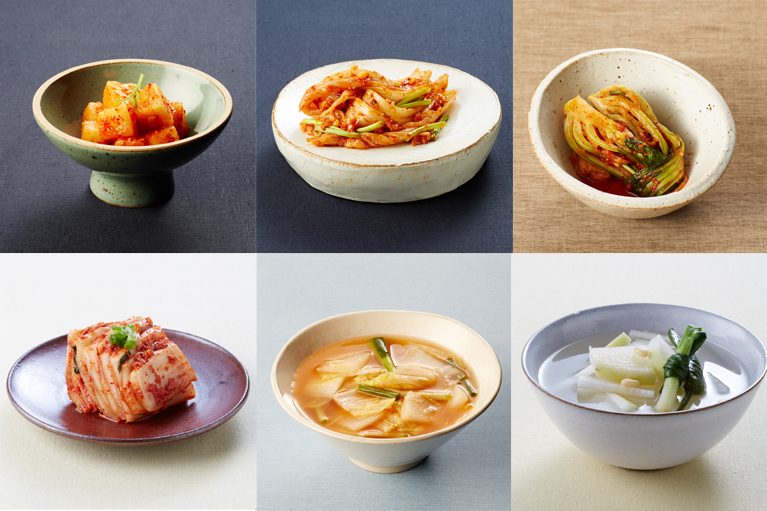
Кімчі

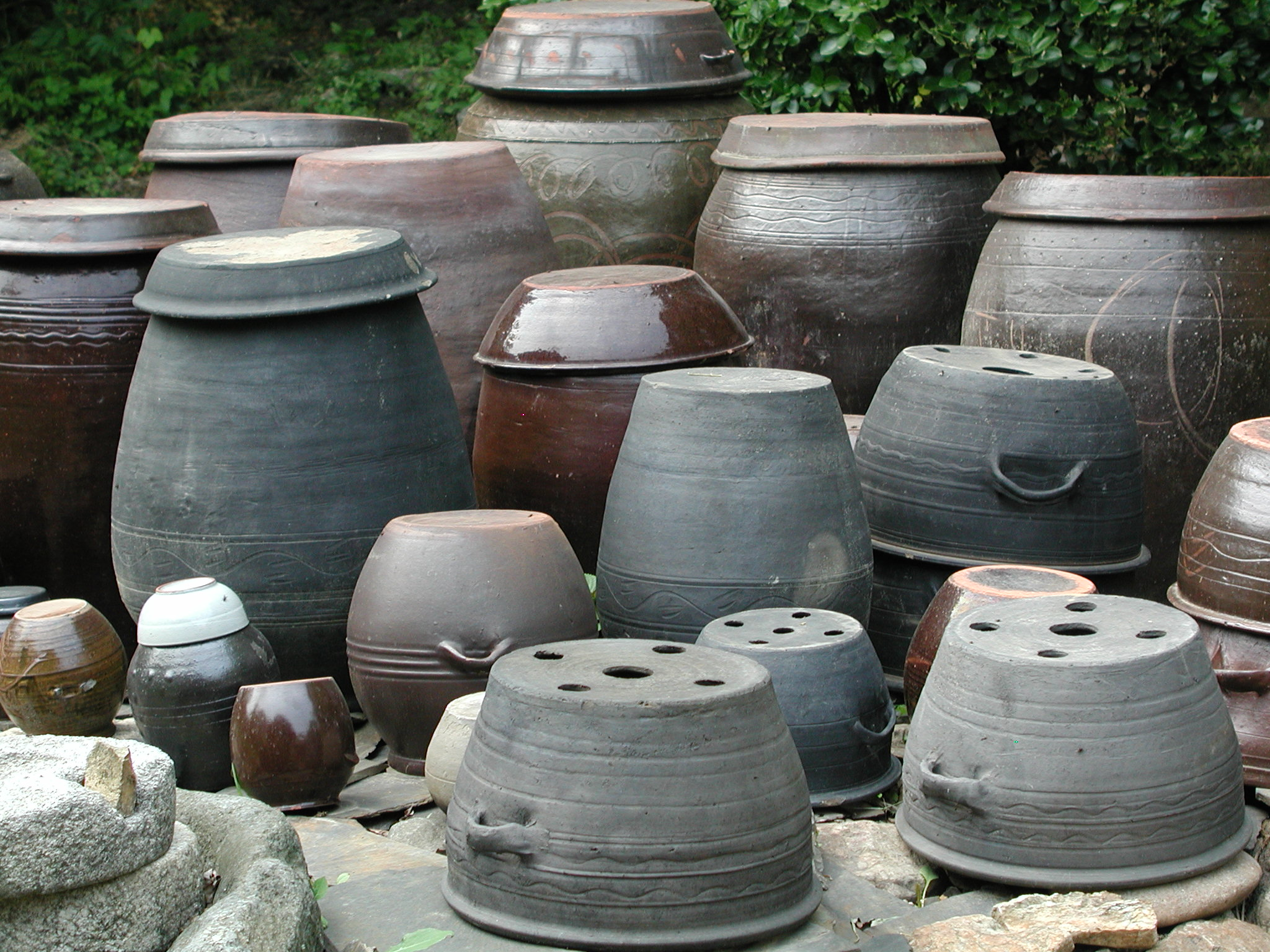
Традиційні корейські глиняні або кам'яні діжки для закваски та зберігання кімчі

Кімчі (кор. 김치, кор. 沈菜) — корейська гостра овочева страва, яка зазвичай готується з капусти (пекінської, інколи кольрабі), селери та редьки або огірків, баклажанів, приправляється сіллю, часником, імбиром та червоним перцем, з додаванням цибулі та морських молюсків. Найпростіше уявити страву, як гостру квашену капусту. Це дуже популярна страва, без якої корейці не уявляють собі їжі. Споживання кімчі запобігає утворенню надлишкових жирових відкладень, а гострота страви перешкоджає захворюванню на нежить. Є безцінним джерелом вітамінів, а також зміцнює імунітет. Вважається ефективним засобом проти похмілля. У традиційній кухні корьо-сарам страва трансформувалась у «моркву по-корейськи».

## Історія
Вважають, що кімчі існувало вже в епоху Трьох корейських держав (37 р. до н. е. — 7 р. н. е). Існують докази практики маринування простої листової зелені в розсолі, яку тримають в глиняних посудинах, починаючи з 2030 року до нашої ери. Це свідчить, що ферментація була ранньою процедурою консервування в кулінарії. Для ферментації кімчі використовують традиційні горщики онггі. Великі онггі виставляють на спеціальні дворики просто неба.
Розкопки у храмі, закладеному близько 600 року н. е., відкрили колекцію великих посудин (деякі понад метр заввишки), заритих у землю, які використовували як ємності для ферментації.